# Jean-Paul Clément
Pour les articles homonymes, voir Clément.
Jean-Paul Clément, né le 23 décembre 1947, est un historien du droit, essayiste et haut fonctionnaire français. Il est, en outre, un spécialiste de l'écrivain François-René de Chateaubriand.

## Biographie
Docteur en histoire du droit (1973), diplômé d’études supérieures en sciences politiques (1971) et en droit public (1972), Jean-Paul Clément a soutenu en 1974 une thèse sous la direction du professeur Georges Burdeau, professeur de Droit constitutionnel à l’Université de Droit de Paris II Assas, intitulée « Essai sur les fondements d’une société libérale, Daunou, Boissy d’Anglas et Lanjuinais », dont une version abrégée a été publiée à la LGDJ en 2000.
Historien de la première moitié du XIXe siècle, il a enseigné à l’École pratique des hautes études (VIe section), à l’Institut d’Études Politiques de Paris, ainsi qu’à l’Institut catholique de Paris. Il a été professeur invité de l’Université de Bâle pour une série de conférences sur « Napoléon et les lettres européennes ».[Information douteuse]
Après une carrière dans les cabinets ministériels, puis dans celui du président du Conseil régional d’Île-de-France (1979-1987), il a, sous l’égide de Jean d'Ormesson, restauré et dirigé pendant vingt ans (1987-2007) la Maison de Chateaubriand, à la Vallée-aux-Loups (Châtenay-Malabry, Hauts-de-Seine).
En 2007, Jean-Paul Clément a quitté ses fonctions, tout en poursuivant ses activités universitaires et ses études historiques. 
Il a participé à de nombreux colloques et organisé deux colloques à la Fondation Singer-Polignac, dont l’un consacré à « Chateaubriand visionnaire » (28 juin 2000).
En 2001, il a fondé, sous l’égide de Guillaume de Bertier de Sauvigny, la Nouvelle Société des Études sur la Restauration, dont il est Président depuis sa fondation et dont l'objet est d’étudier la période de la Restauration (1814-1830) sous tous ses aspects (politique, diplomatique, intellectuel, artistique, économique, social...), en faisant appel à des universitaires, diplomates, doctorants.
Jean-Paul Clément est le producteur depuis 2011 d’une émission intitulée « Histoire d’en parler. Ceux qui ont porté la parole de Dieu », sur Radio Notre Dame, consacrée à l’histoire spirituelle de la France de Saint-François de Sales jusqu’à nos jours. Il est aussi membre du Comité de rédaction de la Revue des Deux Mondes depuis 2001 et participe activement aux séminaires des Treilles (Fondation Schlumberger).
Il est membre de deux jurys : celui de la Revue des Deux Mondes, qui couronne l’ouvrage d’un essayiste, et du Prix Sévigné, fondé par Mme Anne de Lacretelle (1996), qui couronne une correspondance exemplaire tant par l’intérêt du texte que par la qualité du corpus critique.
En septembre 2015, il a publié aux éditions Perrin Charles X, le dernier Bourbon, et en 2018 Bertin, ou la naissance de l'opinion (Éditions de Fallois).
Président d’honneur de la Société Chateaubriand. Membre du conseil d'administration de la Société des études rénaniennes. 
Membre correspondant de l’Académie des Sciences morales et politiques, Section « Morale et Sociologie ». Membre titulaire de l’Académie des Sciences morales et politiques de Versailles et de l’Île-de-France.
Chevalier de la Légion d’Honneur, de l’Ordre du mérite, du Mérite agricole, des Palmes académiques, et Officier des Arts et Lettres.

## Ouvrages
- Participation des salariés dans l’entreprise en France et à l’étranger, Paris, Que sais-je ?, 1983
- Chateaubriand politique, de l’Ancien Régime au Nouveau Monde, Paris, Hachette-Pluriel, 1987,
- Mémoires de Madame de Chateaubriand : cahier rouge et cahier vert, Paris, Perrin, « L’Histoire en Mémoires », 1990, rééd. 2001  (ISBN 2-262-01837-5)
- Grands écrits politiques de Chateaubriand, Paris, Imprimerie nationale, « Acteurs de l’Histoire », 1993, 2 vol.  (ISBN 2-11-081265-6 et 2-11-081282-6)
- Réflexions et Aphorismes, de Chateaubriand : Introduction et choix, Paris, Éditions de Fallois, 1993  (ISBN 2-87706-194-9)
- Mémoires d’outre-tombe, édition critique, Paris, Gallimard, coll. « Quarto », 1997, 2 vol.  (ISBN 2-07-074843-X et 2-07-075062-0)
- Chateaubriand, Biographie morale et intellectuelle, Paris, Flammarion, coll. « Grandes biographies », 1998  (ISBN 2-08-067554-0)
- Aux sources du libéralisme français : Boissy d’Anglas, Daunou et Lanjuinais, Paris, LGDJ, « Bibliothèque constitutionnelle de sciences politiques », 2000  (ISBN 2-275-01882-4)
- Essai sur les garanties individuelles que réclame l’état actuel de la société (1818), par P.-C.-F. Daunou, introduction et édition critique, Paris, Belin, 2000  (ISBN 2-7011-2627-4)
- Chateaubriand visionnaire (dir.), Paris, Éditions de Fallois, 2001  (ISBN 2-87706-404-2)
- Chateaubriand. « Des illusions contre des souvenirs », Paris, Gallimard, coll. « Découvertes Gallimard / Littératures » (no 436), 2003  (ISBN 2-07-042743-9)
- Avec Daniel de Montplaisir, Charles X. Le dernier Bourbon, Paris, Perrin, 2015  (ISBN 978-2-262-04386-5)
- Bertin ou la naissance de l'opinion, Paris, Fallois, 2018, 376 p.

## Prix
- Prix Albéric-Rocheron de l'Académie française en 1988 pour Chateaubriand politique, de l’Ancien Régime au Nouveau Monde.
- Prix Renaissance des arts 2009[10].